# Krampnitz
Krampnitz ist ein Gemeindeteil der Landeshauptstadt Potsdam (Land Brandenburg). Der Ort entstand aus einer Schäferei, die 1680 erstmals urkundlich belegt ist. Um 1700 war auf der Krampnitz zusätzlich zur Schäferei eine Heideläuferei (Unterförsterei) entstanden. Ab 1752 wurden mehrere Kolonistenfamilien angesiedelt; die Schäferei wurde dagegen aufgeben. 1771 wurden weitere Kolonisten unmittelbar östlich des Forsthauses angesetzt. 1928 wurden Teile der umliegenden Gutsbezirke mit der Gemeinde vereinigt. Für die Anlage der Kasernen der Heeres-Reitschule nordwestlich des Ortskerns ab 1937 wurde ein Teil der Gemarkung Krampnitz abgetrennt. 1939 wurde Krampnitz in die Stadt Potsdam eingemeindet, 1952 aber wieder verselbständigt. 1957 erfolgte dann die Eingemeindung von Krampnitz nach Fahrland, welches 2003 einschließlich Krampnitz nach Potsdam eingemeindet wurde.

## Lage
Der Ortskern von Krampnitz liegt knapp 3,5 km südöstlich von Fahrland, ebenfalls knapp 3,5 km Luftlinie südwestlich von Groß Glienicke und etwa 6 km nördlich des Potsdamer Stadtkerns, am Nordufer des Krampnitzsees. Die Gemarkung Krampnitz (Nr. 123819) grenzt im Norden an die Gemarkung von Döberitz, im Osten an die Gemarkung von Groß Glienicke, im Süden an die Gemarkung Sacrow, im Westen an die Gemarkung von Neu Fahrland und im Nordwesten an die Gemarkung von Fahrland. Der Ortskern liegt auf 40 m ü. NHN. Auf der Gemarkung gibt es keine nennenswerten Fließgewässer. Zur Gemarkung gehört aber der östliche Teil des Krampnitzsees, der nach Süden in den Lehnitzsee übergeht. Die höchste Erhebung der Gemarkung ist der Rehberg ca. 600 Meter südlich des Ortskerns mit 63 m ü. NHN. Direkt nordwestlich des alten Ortskerns liegt der 41 m ü. NHN Schwarze Berg. Der Ort ist über die B2 von Potsdam, Abzweig Krampnitz zu erreichen. Die Straße führt durch Krampnitz weiter nach Sacrow.

## Geschichte
Die Existenz der (neuzeitlichen) Siedlung Krampnitz ist für 1680 erstmals dokumentiert. Damals stand hier eine Schefferey (Schäferei). Nach Reinhard Fischer ist Krampnitz ursprünglich ein slawischer Gewässername. Im 17. Jahrhundert mutierte Krampnitz auch zum Flurnamen (auf der Krampnitz). Der Ort am Ufer des Krampnitzsees wurde nach dem See bzw. nach der Flur benannt.
Die Grundform ist *Krąp'nica zu plb. *Krąpa, eine Gewässerbezeichnung, mit dem Suffix -'nica für Siedlung, Dorf. Am Ufer des Krampnitzsees lag eine slawische (und frühdeutsche?) Siedlung, die aber nur durch archäologische Funde bestätigt ist; es gibt keinen urkundlichen Nachweis. Berthold Schulze lokalisiert irrigerweise die Dorfstätte des wüsten Dorfes Hein(en)holz am Schwarzen Berg, also in der Nähe des Ortskerns von Krampnitz. Nach dem Historischen Ortslexikon lag die wüste Feldmark Hein(en)holz aber auf der Halbinsel zwischen Fahrlander See und Krampnitzsee. Auf dem südlichen Teil dieser wüsten Feldmark Hein(en)holz entstand im 19. Jahrhundert die Siedlung Neu Fahrland. Im Mittelalter verlief ein Heerweg von Spandau über Groß Glienicke, an Krampnitz vorbei und um den Krampnitzsee herum nach Potsdam.

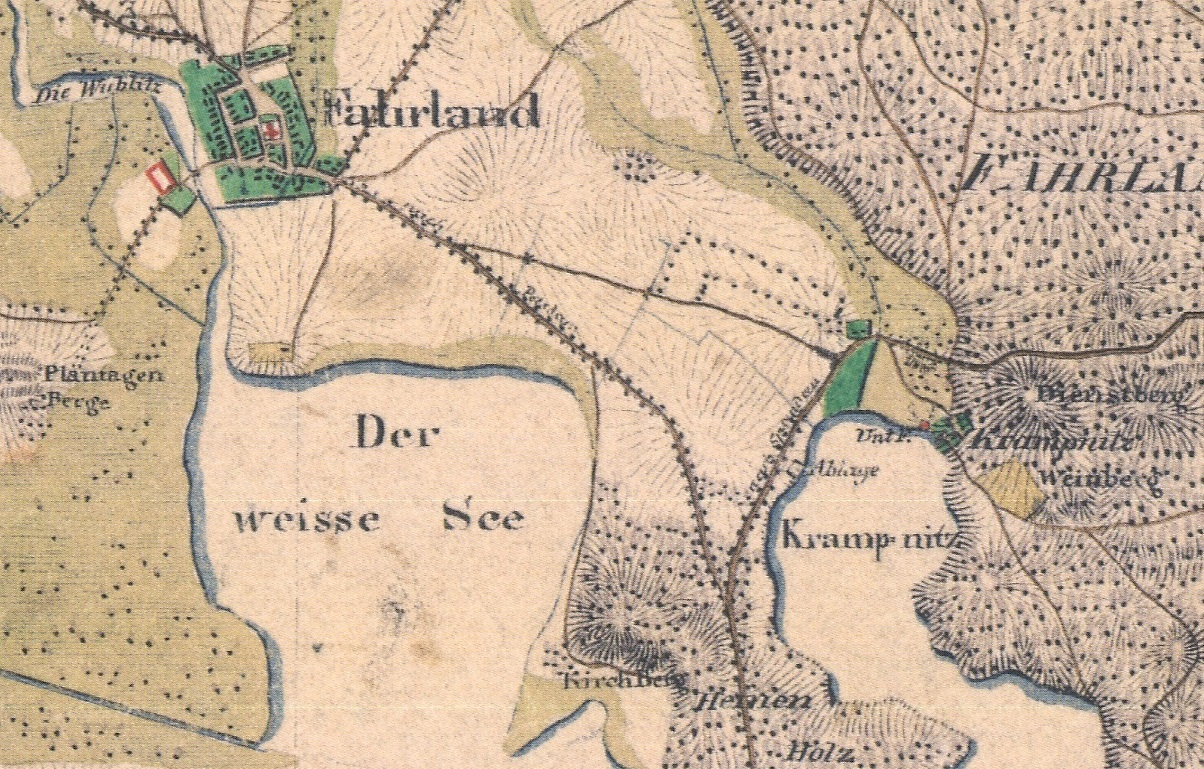
Fahrland und Krampnitz auf dem Deckerschen Kartenwerk Umgebung von Berlin 1:50.000 Blatt 4 von 1816–1819

Die neuzeitliche Siedlung wurde auf dem Zuständigkeitsgebiet des Amtes Potsdam angelegt. Das Erbregister des Amtes Potsdam von 1700 enthält folgende Information: auf der Crampenitz ist eine Schäferei, ein Weinberg und des Heideläufers Wohnung (= Unterförsterei). 1725 sind bereits erste Reparaturen am Unterförstergebäude in Krampnitz dokumentiert. 1734 wurde das Amt Fahrland vom Amt Potsdam abgetrennt. Krampnitz wurde nun diesem neuen Amt zugewiesen.
1756 ist nur noch die Unterförsterei erwähnt, keine Schäferei mehr. Zwischen 1752 und 1761 wurden durch den Fahrländer Beamten Samuel Draing einige Kolonistenfamilien in Krampnitz angesiedelt. Das Schmettausche Kartenwerk von 1767/87 nennt den Ort Krampen. Die Kolonie ist nordwestlich des heutigen Ortskerns am östlichen Rande des (heutigen) Kasernengeländes, etwas nördlich an der Stelle, an der der Große Graben die B 2 unterquert, eingezeichnet. In dieser Karte ist auch kein Weinberg (mehr) verzeichnet.  Nach dem Historischen Ortslexikon wurden weitere Kolonisten 1771 nun östlich der Unterförsterei am Schwarzen Berg in Krampnitz angesiedelt. 1788 wurde einer Krugwirtschaft auf der Krampnitz die Schankberechtigung erteilt. 1800 bestand die Kolonie aus zehn Büdnern. Außer der Unterförsterei gab es noch einen Krug. Es sind aber nur 9 Feuerstellen (= Wohnhäuser) erwähnt, hinzu kam das Wohnhaus der Unterförsterei. Südöstlich des Ortskerns gab es wieder einen Weinberg. Die Unterförsterei lag direkt westlich an den Ortskern anschließend, etwas östlich vom Nordende des Krampnitzsees. 1803 sollte ein neuer massiver Schafstall in Krampnitz errichtet werden.
In der weiteren Folge wurde in Krampnitz durch das Amt Fahrland ein Vorwerk errichtet. Während der (Teil-)Besetzung Preußens durch französische Truppen kam es 1808 und 1811 wiederholt zu Plünderungen in der Unterförsterei. Die Deckerkarte von 1816/19 zeigt die Unterförsterei am westlichen Rand der Kolonie. Anstelle der bei Schmettau eingezeichneten Colonie ist nun ein Gehöft (das Vorwerk) eingezeichnet. 1815 hatten Forsthaus und Kolonie 51 Einwohner.
1840 bestand der Ort Krampnitz aus der Kolonie und dem Forsthaus, insgesamt 10 Häusern. Der Ort hatte 73 Einwohner. 1843 wurde mit dem Bau eines neuen Weges von Krampnitz nach Sacrow begonnen. 1846 wurde ein Begräbnisplatz nordwestlich, aber dicht beim Ortskern eingerichtet. Schon 1800/1801 sollte den Kolonisten ein Stück Forstland zur Anlage eines Begräbnisplatzes abgetreten werden, was aber offensichtlich nicht realisiert wurde. Bis zur Einrichtung dieses Begräbnisplatzes wurden die Toten der Gemeinde in Fahrland beerdigt.
Auch noch 1858 gehörten zur Kolonie (nur) neun einzelne Gehöfte mit acht Wohngebäuden und 27 Wirtschaftsgebäuden; daneben und etwas abgesetzt stand die Försterei. Die Kolonie hatte zusammen 55 Einwohner. Zum Gemeindebezirk gehörten nur vier Morgen Gehöfte, 15 Morgen Gartenland und 52 Morgen Acker. Die Kolonisten besaßen zusammen sieben Pferde und 22 Stück Rindvieh. Die Försterei gehörte trotz der räumlichen Nähe kommunalpolitisch nicht zur Landgemeinde Krampnitz, sondern zum Gutsbezirk Forstrevier Potsdam. Im Förstereigehöft, bestehend aus einem öffentlichen Gebäude und zwei Wirtschaftsgebäuden wohnte das Försterehepaar Matzky.
1871 war die Landgemeinde Krampnitz auf 11 Wohngebäude gewachsen, mit zusammen 64 Einwohnern. 1864 betrug die Einwohnerzahl sogar 86 Personen. Das Forsthaus bestehend aus einem Wohnhaus hatte 5 Bewohner und gehörte zum Gutsbezirk Forstrevier Potsdam.
1885 maß der Gemeindebezirk Krampnitz gerade mal 15 ha überhaupt, davon waren 5 ha Acker und 7 ha Wiesen, der Rest Gärten und sonstige Flächen. Der Gemeindebezirk hatte 55 Einwohner, Für die Försterei Krampnitz sind 2 Wohnhäuser und 14 Bewohner angegeben. 1895 wohnten 57 Personen im Gemeindebezirk. Das Forsthaus Krampnitz im Gutsbezirk Oberförsterei Potsdam, nun wieder nur ein Wohnhaus, hatte 4 Einwohner.
Eine Angabe von 1894 gibt einen Hinweis auf die damalige Sozialstruktur. Damals hatte Krampnitz fünf Obstbauern und Landwirte, einen Kolonisten und Landwirt, einen Gast- und Landwirt, einen Altsitzer und eine Kolonistin. Hinzu kam ein Förster in der Försterei. Um 1900 gab es immer noch 11 Wohnhäuser, 1931 dagegen schon 15 Wohnhäuser in Krampnitz.
| Jahr      | 1800 | 1817 | 1840 | 1858 | 1875 | 1890 | 1910 | 1925 | 1933 |
| Einwohner | 61   | 51   | 73   | 57   | 70   | 56   | 72   | 92   | 101  |

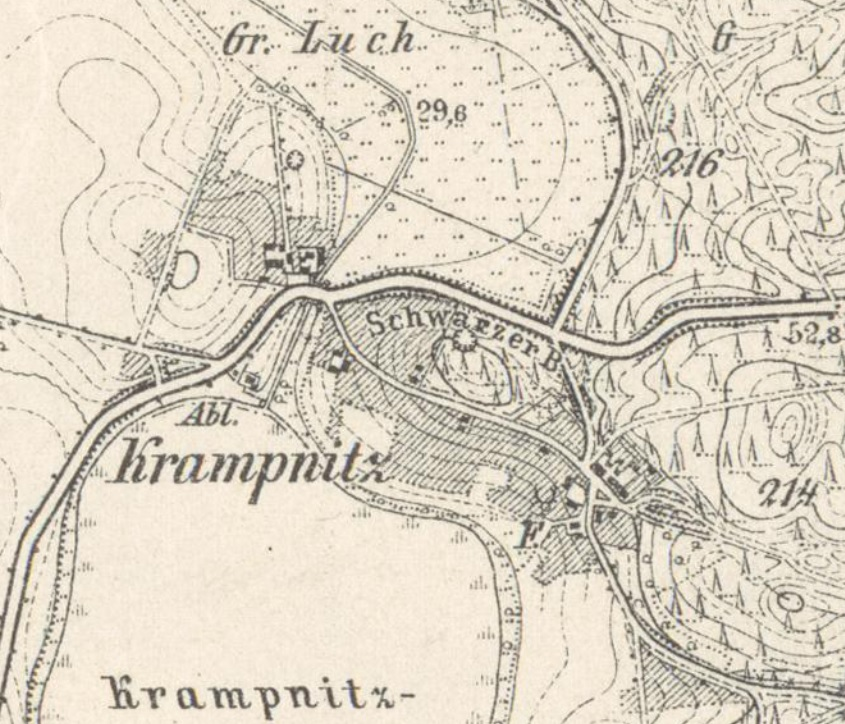
Krampnitz auf dem Messtischblatt 3544 Potsdam Nord von 1903

Von 2010 bis 2015 bauten die Architekten Arno Brandlhuber, Markus Emde und Thomas Schneider die Ruine des VEB Trikotagenfabrik Ernst Lück am Krampnitzsee zur sogenannten „Antivilla“ um. Krampnitz wurde aufgrund des Zuzugs wohlhabender Berliner 2016 im Zeitmagazin von Carolin Würfel als „Kramptons“ in Anspielung auf die Hamptons bezeichnet, einem Erholungsgebiet für wohlhabende New Yorker.

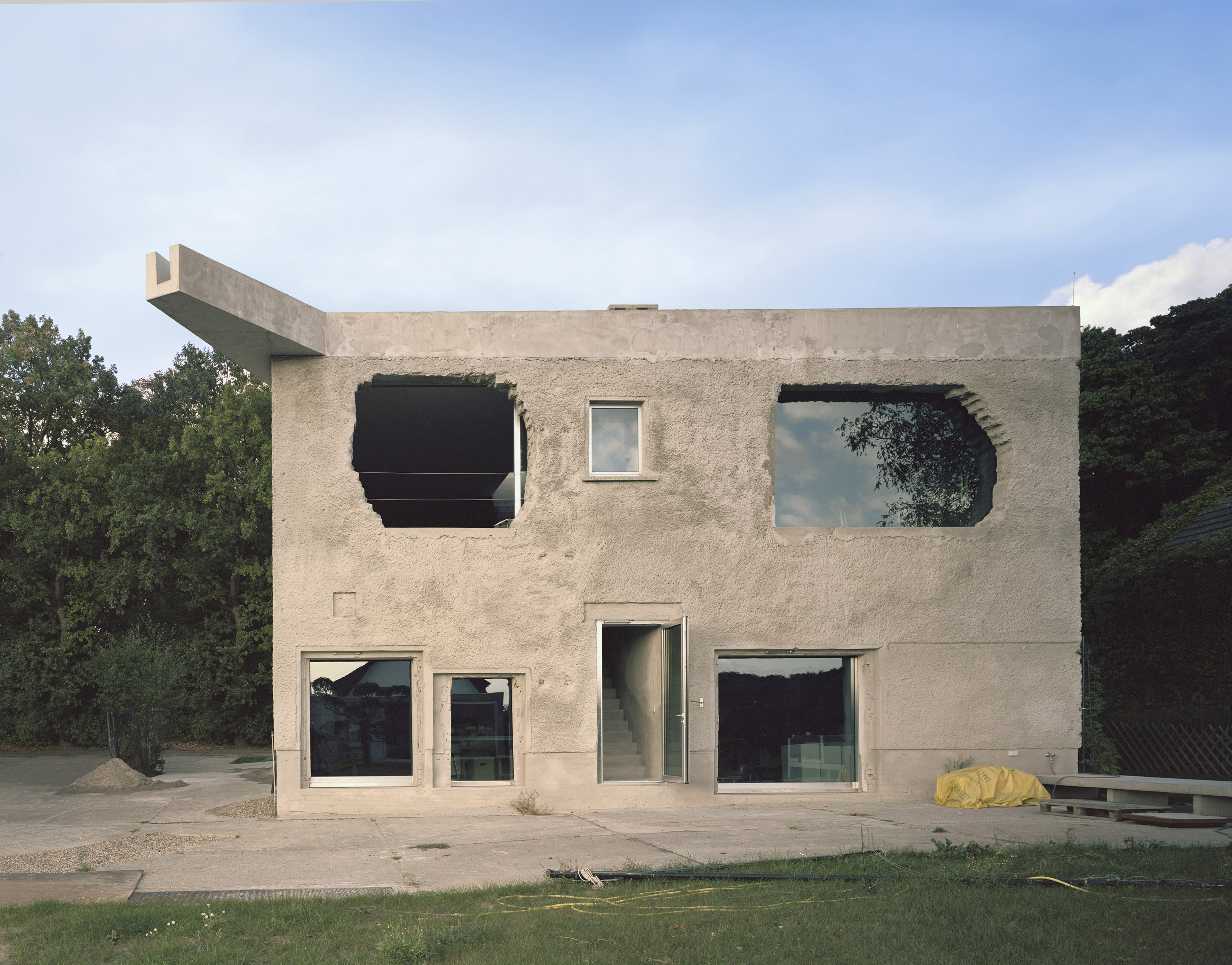
„Antivilla“ von Arno Brandlhuber (2015)

Seit 2019 soll dort ein neuer Stadtteil mit Wohnungen für 7000 Bewohner in denkmalgeschützten Alt- sowie in der Mehrzahl in Neubauten entstehen, womit sich die Bevölkerung Fahrlands verzweieinhalbfachen würde. Dafür ist auch ein Straßenbahnanschluss vorgesehen.

### Förster im Forsthaus Krampnitz
- (1768/1769) Unterförster Trappiel[24]
- (1791) Hegemeister Heere[25]
- (1815) bis (1816) Unterförster Neuendorf[26][27]
- 1837 bis Oktober 1838 Förster Heinrich, bisher Jäger[28]
- November 1838 bis (1858/59) (†) Förster Matzky, sollte 1848 nach Klein Glienicke versetzt werden,[29] aber Versetzung wieder aufgehoben,[30] er war bis 1838 in der Förster Neuendorf (Oberförsterei Kummersdorf)[31][32]
- ab 1. Februar 1859 bis 30. April 1867 Förster Carl Friedrich Wilhelm Jacobi, wurde zunächst als Forstaufseher angestellt,[33] wurde 1860 zum Königlichen Förster befördert,[34] zuvor in der Försterei Ahrensdorf (Oberförsterei Potsdam), danach in die Försterei Altenhof versetzt
- 1. Mai 1867 bis 15. Juli 1887 (†) Förster Alexander Karl Wilhelm Kloßmann (* 19. März 1822 in Tauer, † 15. Juli 1887),[35] war vorher in der Försterei Döllnkrug (Oberförsterei Reiersdorf), er erhielt 1881 das Ehrenportepée[36]
- ab 1. November 1887 Förster Otto Köppen,[37] war vorher in der Försterei Klein Glienicke (Oberförsterei Potsdam)
- ab 1. April 1890 bis (1902) Förster Lahndt, vorher in der Försterei Zühlsdorf (Oberförsterei Oranienburg)[38][39]
- 1. Juli 1902 bis (1919) (Ruhestand) Förster Albert Schulz (* 9. April 1854 in Cammer, Krs. Zauch-Belzig), Diensteintritt: 1. Oktober 1889,[40][41] war vorher in der Försterei  Eiserbude (Oberförsterei Biesenthal)[42][43] zunächst auf Probe eingestellt, zum 1. November 1903 fest angestellt,[44] zuletzt Revierförster in der Oberförsterei Potsdam
- ab 1. Dezember 1919 bis (1927) Revierförster Adolf Wasseroth/Waßeroth (* 3. Januar 1862 in Gottberg), bisher in der Försterei Hohenschöpping (Oberförsterei Falkenhagen),[45][46][47][48] davor in der Försterei Dagow (Oberförsterei Menz)
- (1930) bis (1934) Revierförster (1930) Hermann Purbs (* 2. Juni 1869 in Sandow, Krs. Weststernberg), Oberförster (1934)[49][50]
- (1938) Oberförster Kroll[51]

### Kommunalpolitische Geschichte
Zur Zeit der Neubesiedlung des Areals gehörte der Ort zum Havelländischen Kreis der Mark Brandenburg. In der Kreis- und Provinzreform von 1816/17 wurde dieser große Kreis in zwei neue Kreise aufgespalten. Krampnitz kam zum Kreis Osthavelland der Provinz Brandenburg. Mit der Einrichtung der Amtsbezirke 1874 in der damaligen Provinz Brandenburg wurde der Gemeindebezirk Krampnitz in den Amtsbezirk 20 (Fahrland) des Kreises Osthavelland eingegliedert. Ebenso wurde auch der Schutzbezirk Krampnitz des Gutsbezirks Potsdamer Forst in den Amtsbezirk 20 Fahrland einbezogen. Zum Amtsvorsteher wurde Domänenpächter Alexander Beussel in Fahrland, zu seinem Stellvertreter Gutsbesitzer Robert Ferdinand Müller in Nedlitz bestimmt.
1928 wurde zwar der größere Teil des Gutsbezirks Sacrow mit dem Gemeindebezirk Sacrow zur Gemeinde Sacrow vereinigt. Ein Teil des Gutsbezirks Sacrow, Jagen 202 bis 227, Försterei Krampnitz, ausschließlich Nedlitzer Holz und Heinholz, insgesamt 521 ha wurden aber mit dem Gemeindebezirk Krampnitz zur Gemeinde Krampnitz vereinigt. Hinzu kamen Teile des Gutsbezirks Havelstrom (östliche Hälfte des Krampnitzsees und nordöstliche Hälfte des Lehnitzsees). 1931 war die Gemarkung Krampnitz schließlich 601 ha groß.
Zum 1. April 1939 wurde Krampnitz nach Potsdam eingemeindet, zum 25. Juli 1952 wieder ausgegliedert. Mit der Kreisreform von 1952 wurde Krampnitz nun dem Kreis Potsdam-Land zugewiesen. Zum 15. April 1957 wurde Krampnitz schließlich nach Fahrland eingemeindet. Krampnitz war dann Ortsteil der Gemeinde Fahrland. Mit der Kreisreform von 1993 im Land Brandenburg kam Fahrland (inkl. seines Ortsteils Krampnitz) zum Landkreis Potsdam-Mittelmark. Mit der Kommunalwahl am 26. Oktober 2003 wurde die Gemeinde Fahrland (einschließlich seines Ortsteil Krampnitz) nach Potsdam und in den Stadtkreis Potsdam eingemeindet. Fahrland hat seither den Status eines Ortsteils, Krampnitz den eines Gemeindeteils der Landeshauptstadt Potsdam.

### Kirchliche Geschichte
Krampnitz besaß nie eine Kirche, sondern war immer eingepfarrt nach Fahrland. Die evangelischen Christen gehören heute zur Evangelischen Kirchengemeinde Fahrland im Evangelischen Kirchenkreis Falkensee.

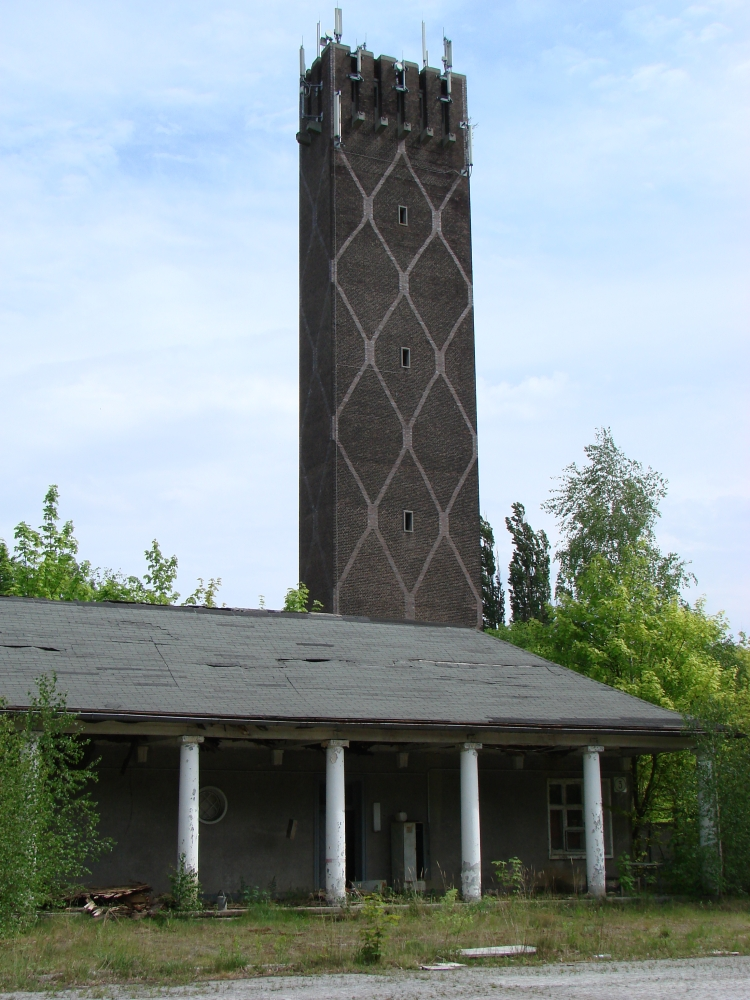
Ehemalige Kavallerieschule Krampnitz, Eingangstor mit Turm

## Kavallerie- und Panzertruppenschule Krampnitz (Heeres-Reitschule)
siehe Hauptartikel Heeres-Reitschule
1935 beschloss das Oberkommando des Heeres die Kavallerieschule der Reichswehr von Hannover nach Krampnitz zu verlegen. Der in der Nähe gelegene Truppenübungsplatz Döberitz war der Hauptgrund für diese Verlegung. 1937 lagen die Pläne für das Kasernengelände vor, und schon im Frühjahr 1937 wurde mit den Bauarbeiten begonnen. Erste Einheiten zogen bereits noch 1937 in das neue Kasernengelände ein. Die Fertigstellung erfolgte jedoch erst 1939. Das neue Kasernengelände erhielt zwar aufgrund der räumlichen Nähe den Beinamen Krampnitz, lag jedoch nicht auf der Gemarkung Krampnitz, sondern auf der Gemarkung Fahrland. Lediglich einige kleine randliche Teile der Gemarkung Krampnitz wurden dem Kasernengelände zugeschlagen. Nach dem Zweiten Weltkrieg nutzte die Rote Armee das Kasernengelände. Seit 1992 stand der Gebäudekomplex überwiegend leer.
Nach einem Beschluss der Stadtverordnetenversammlung der Landeshauptstadt Potsdam vom Juni 2013 soll das ehemalige Kasernengelände Krampnitz zu einem neuen Wohnquartier für bis zu 10.000 Menschen entwickelt werden. Die Realisierung des Beschlusses ist bis 2024 projektiert.

## Denkmale und Sehenswürdigkeiten
Die Denkmalliste des Landes Brandenburg für die Landeshauptstadt Potsdam listet die folgenden Denkmale:

### Baudenkmale
- Nr. 09156749 Potsdamer Chaussee: Heeres-Reit- und Fahrschule und Kavallerieschule Krampnitz mit „Offizierssiedlung“, bestehend aus der Kasernenanlage mit den Gebäuden Nr. 1–4, 6–11, 13–28, 50–52 und 156 (mit Turm); der sogenannten Offizierssiedlung, bestehend aus den Gebäuden 73–102, 105, 113–135; dem Straßenerschließungssystem mit den gärtnerisch gestalteten Freiflächen als städtebaulicher Gesamtanlage.

### Bodendenkmale
Die gelisteten Bodendenkmale ziehen sich z. T. auf die Gemarkung Fahrland.
- Nr. 2053 Fahrland Flur 5, Krampnitz, Flur 1: Friedhof deutsches Mittelalter
- Nr. 2056 Fahrland, Fluren 4 und 5, Krampnitz Flur 1: Siedlung Ur- und Frühgeschichte, Einzelfund Eisenzeit
- Nr. 2078 Fahrland, Flur 4, Krampnitz Flur 1: Hort Bronzezeit, Einzelfund Eisenzeit, Siedlung Bronzezeit
- Nr. 2080 Fahrland, Flur 5, Krampnitz Flur 1: Siedlung Neolithikum
- Nr. 2077 Krampnitz Flur 1: Siedlung Eisenzeit, Siedlung Bronzezeit, Gräberfeld slawisches Mittelalter
- Nr. 2079 Krampnitz Flur 1: Rast- und Werkplatz Mesolithikum
- Nr. 2081 Krampnitz Flur 1: Gräberfeld Bronzezeit, Gräberfeld Eisenzeit
- Nr. 2082 Krampnitz Fluren 1 und 2: Siedlung Ur- und Frühgeschichte, Einzelfund Bronzezeit, Einzelfund Steinzeit